# 九州山地
九州山地（きゅうしゅうさんち）は、九州の中央部を北東から南西の方向に貫く山地である。

## 領域
臼杵-八代構造線（中央構造線）を北限とし、宮崎平野北部の断層線、小林盆地北部、川内川流域北部を南限とする領域に広がる。大分県南部、熊本県球磨地方、宮崎県北部、鹿児島県薩摩地方にまたがる。
一般に九重山、阿蘇山、霧島山は九州山地には含まれない。
概ね、九州における日本酒と焼酎の境と一致している。

## 九州山地に含まれる山塊・山地
- 樅木山（佐賀関半島）
- 九六位山
- 彦岳
- 尺間山
- 佩楯山
- 場照山
- 祖母山[5]
- 傾山[5]
- 大崩山[5]
- 古祖母山[5]
- 向坂山[5]
- 国見岳[5]
- 上福根山[5]
- 江代山（津野岳）[5]
- 市房山[5]
- 石堂山[5]
- 行縢山
- 尾鈴山
- 石楠越
- 三方山
- 仰烏帽子山
- 八代・球磨山地
- 白髪岳
- 国見山地
- 出水山地
  - 紫尾山

## 盆地・峠など
- 日豊海岸
- 臼杵平野
- 佐伯平野
- 延岡平野
- 竹田盆地
- 三重盆地
- 緒方盆地（緒方平野）
- 五ヶ瀬川河谷
- 高千穂盆地
- 鹿川盆地
- 人吉盆地
- 出水平野
- 宗太郎峠
- 三国峠
- 大河内峠

米良荘（西米良村）、五家荘（八代市）、椎葉（椎葉村）など、険しい地形によって隔絶された集落が散在する。

## 地質
九州山地の地層は臼杵-八代構造線や仏像構造線に沿って縞状に分布している。ほぼ全域が秩父帯および四万十層群と呼ばれる地層群を基盤とし、四万十層群は北から佐伯帯、蒲江帯、延岡帯に細分される。ただし、南西部は火山噴出物で覆われている部分が多くこれらの地層帯は明瞭ではない。